# A por ellos
A por ellos es una jota festiva, propia de la localidad de Cuéllar, provincia de Segovia, España, convertida en himno de las fiestas de Nuestra Señora del Rosario, que comienzan el último sábado de agosto y en las que tienen lugar los encierros de Cuéllar.

## Historia
La pieza actual es obra de Cecilio de Benito, músico cuellarano que armonizó el estribillo, al que añadió las dos primeras partes y el final. Incorpora elementos de la jota castellana, de las seguidillas y del corrido.
Las fiestas de los encierros comienzan el último sábado de agosto, con un pregón en la plaza mayor de la localidad. Es tradición que el pregonero designado entone el primer A por ellos, dando inicio a las festividades y bailándose la jota por primera vez.

## Versiones
En 1976 el A por ellos fue incluido en el álbum Segovia viva, con música de Agapito Marazuela y voz del Nuevo Mester de Juglaría.